# Nicolas Andréani
Nicolas Andréani  (* 6. August 1984) ist ein ehemaliger französischer Voltigierer. Er war Welt- und Europameister im Herren-Einzel.
Andréani begann 1990 mit dem Voltigieren, im Alter von 11 Jahren spezialisierte er sich auf eine Laufbahn im Leistungssport. Dazu trainierte er auch am renommierten Sportzentrum Institut national du sport et de l'éducation physique (INSEP) in Paris. Im Rahmen des Voltigierweltcup-Finales in Graz im Februar 2015 beendete er seine aktive Karriere.

## Erfolge
Weltmeisterschaften
- Gold: 2012
- Bronze: 2010

Europameisterschaften
- Gold: 2009
- Silber: 2007, 2011
- 5. Platz: 2013

Französische Meisterschaften
- Gold: 1998, 1999, 2004, 2005, 2007, 2009, 2010
- Silber: 2000, 2003, 2006
- Bronze: 2002

Weltcupfinale
- Gold: 2013 (Braunschweig), 2014 (Bordeaux), 2015 (Graz)
- Silber: 2011 (Leipzig)

Im Team gewann er ebenfalls mehrfach Gold: 1997, 2000, 2001, 2002.